# Hendrik van Brederode (1545-1573)
Hendrik van Brederode (1545-1573), heer van Asten was een zoon van Reinoud IV van Brederode. Hij moet niet worden verward met Hendrik van Brederode, die een belangrijke aanzet tot de Tachtigjarige Oorlog heeft gegeven, en die heer van Vianen was.

## Gezin
- Gehuwd met: Margaretha van Vladeracken
- Kinderen:
  - Catharina van Brederode
  - Wolfert van Brederode